# Marek Halter

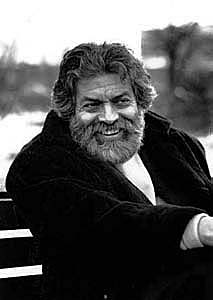
Nel 1991

Marek Halter (Varsavia, 27 gennaio 1936) è uno scrittore francese di origine ebraico-polacca.

## Biografia
Halter, scrittore ebreo polacco, è nato da una madre poetessa yiddish e da un padre tipografo; nei suoi libri affronta molte tematiche legate alla storia del popolo ebraico.
Nel 1940 Marek e i suoi genitori fuggono dal ghetto di Varsavia e trovano rifugio in Ucraina, dove, al loro arrivo, una pattuglia di soldati sovietici li arresta. Vengono trasferiti a Mosca.
Dopo l'invasione dell'Unione Sovietica da parte della Germania nazista il 22 giugno 1941, Marek Halter, i suoi genitori e sua sorella minore, Bénérice, vengono evacuati a Kokand, nella Repubblica socialista sovietica dell'Uzbekistan, una città di 300.000 abitanti, sommersa dall'arrivo di un milione di rifugiati. Bénérice muore di fame e i genitori di Marek si ammalano.

## Ritorno in Polonia e arrivo in Francia
Nel 1946, all'età di 10 anni, Marek torna in Polonia, dove resterà con la famiglia fino alla sua partenza per Parigi nel 1950.
A quindici anni, Marek, comincia a lavorare con l'attore teatrale e mimo francese, Marcel Marceau. In seguito è ammesso alla scuola nazionale delle Belle Arti. La sua prima esposizione di pittura è organizzata nel 1955 a Buenos Aires dove rimane due anni. Conosce il presidente Juan Domingo Perón di cui diventerà amico.
Nel 1957, Marek Halter torna in Francia. Pubblica numerosi articoli in favore dei diritti umani e milita attivamente per la difesa di alcune grandi cause sociali e politiche. Si oppone alle derive del razzismo, dell'antisemitismo e milita in favore della pace in Medio Oriente.
Nel 1967, fonda il Comitato Internazionale per la Pace negoziata in Medio Oriente ed è l'artefice dei primi incontri tra leader israeliani e palestinesi.
Nel 1968, crea la rivista "Elementi" che sarà diretta da sua moglie Clara Halter. Si tratta della prima testata alla quale collaborano al tempo stesso israeliani e palestinesi.
Nel 1972, dà vita ad un comitato per la liberazione dello scrittore ebreo sovietico Eduard Kuznetsov e lancia numerose campagne internazionali in favore degli ebrei dell'Unione Sovietica.
Nel 1976, Marek Halter pubblica il suo primo libro, che diverrà un best seller, Il folle e i re (Prix Aujourd'hui) nel quale racconta le sue esperienze in Medio Oriente.
Nel 1981, promuove un comitato Radio-Kabul libera. Nel 1982, è eletto presidente dell'Istituto Andrei Sakharov. Nel 1984, preoccupato dall'aumento del razzismo e dell'antisemitismo in Francia, crea con un gruppo di giovani il movimento SOS Racisme.
Dopo sei anni di ricerche, completa il romanzo Abraham, pubblicato in Francia nel 1983. Il libro ottiene in Francia il Premio Livre Inter e resta per otto settimane nella lista dei best seller stilata dal New York Times.
Nel 1991, crea due centri universitari francesi in Russia, uno a Mosca, l'altro a San Pietroburgo, di cui è attualmente il presidente.
Nel 1992, essendo amico di Yitzhak Rabin, Shimon Peres e Yasser Arafat, partecipa attivamente all'organizzazione degli incontri segreti tra israeliani e palestinesi, dapprima a Parigi, poi ad Oslo.
Nel 1994, realizza il suo film I Giusti, che apre nel 1995 il Festival del cinema di Berlino.
Numerose sue opere sono consacrate a figure femminili storiche e bibliche. Il suo ultimo libro La Regina di Saba ripercorre la vita della bellissima regina di Saba, Makeda, che, con la sua intelligenza e bellezza, riuscì ad affascinare il saggio Re Salomone.
Marek Halter ha pubblicato una ventina di libri, romanzi e saggi. Collabora con più di una decina di testate internazionali, come ad esempio Libération, Paris Match, Die Welt, VSD, El País, The Jerusalem Post, The Forward e La Repubblica.

## Opere pubblicate in Italia
- Il cabalista di Praga, Newton Compton, Roma 2012
- La Regina di Saba, Spirali 2009
- La mia Ira, Spirali 2008
- Abraham, Spirali 2006 [prima edizione 1985]
- Intrigo a Gerusalemme, Sperling & Kupfer 2001
- Perché sono ebreo, Sperling & Kupfer 2000
- Il Messia, Spirali 1998
- Un uomo, un grido, Spirali 1992
- Il folle e i re, Spirali 1988
- Argentina Argentina, Spirali 1982

## Citazioni letterarie
Nella sua celebre raccolta di testi Manuale del guerriero della luce, Paulo Coelho cita alcune parole di Halter: "Perché l'uomo del ventesimo secolo ha creato il campo di concentramento e risuscitato la tortura e ha insegnato ai suoi simili che è possibile chiudere gli occhi di fronte alle sventure degli altri". (p.90, 1997, Editore Assaggi Bompiani)